# St. Croix Falls

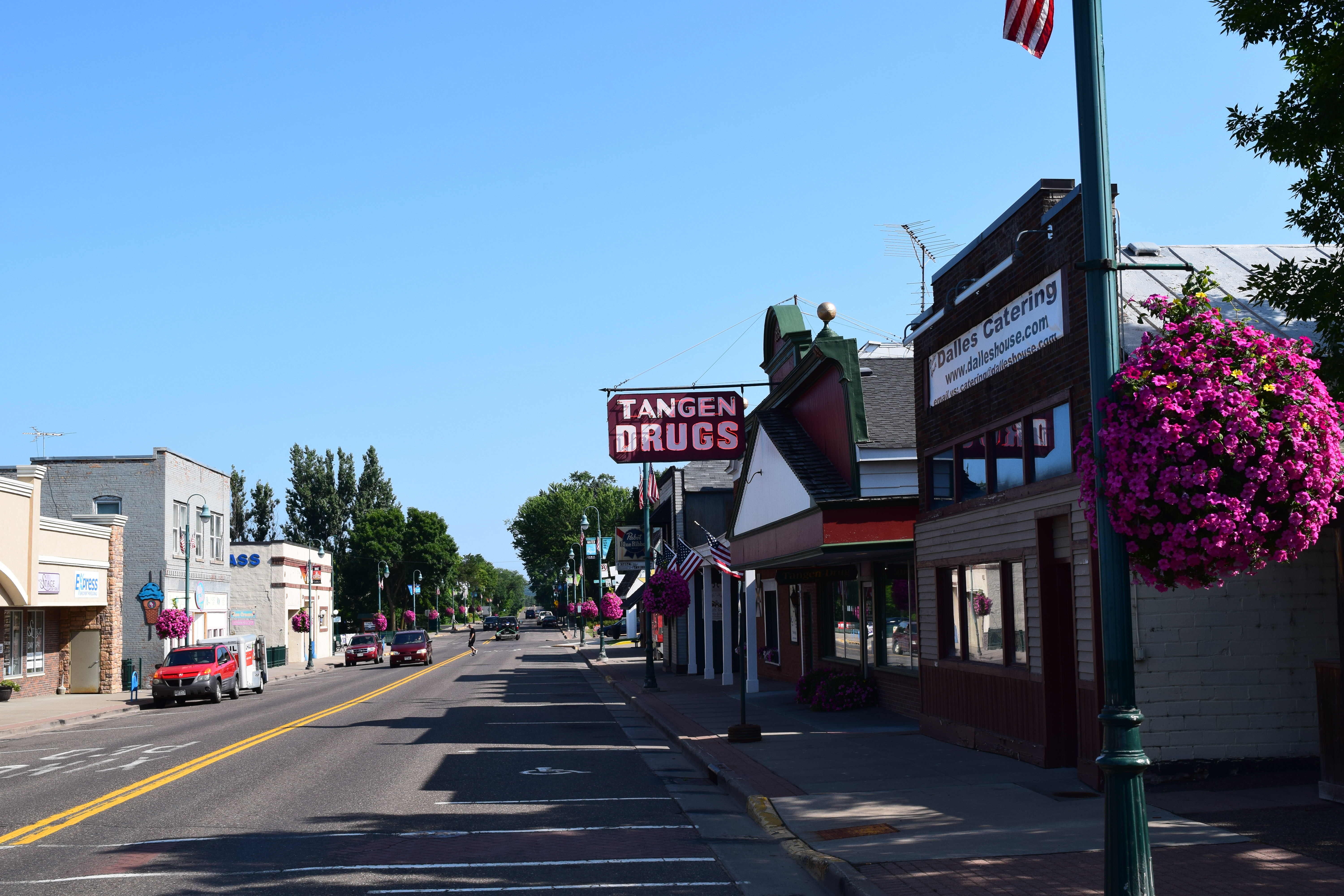
Downtown St. Croix Falls, Wisconsin (2018)

St. Croix Falls ist eine Kleinstadt (mit dem Status „City“) im Polk County im US-amerikanischen Bundesstaat Wisconsin. Im Jahr 2010 hatte St. Croix Falls 2133 Einwohner.

## Geografie
St. Croix Falls liegt im Nordwesten Wisconsins, am St. Croix River. Dieser bildet die Grenze Wisconsins zu Minnesota und mündet rund 90 km südwestlich von St. Croix Falls in den Mississippi.
Die geografischen Koordinaten von St. Croix Falls sind 45°24′36″ nördlicher Breite und 92°38′23″ westlicher Länge. Das Stadtgebiet erstreckt sich über eine Fläche von 12,38 km². Die Stadt wird in Wisconsin von der Town of St. Croix Falls umgeben, ohne dieser anzugehören.
St. Croix Falls liegt gegenüber von Taylors Falls in Minnesota. Weitere Nachbarorte sind Cushing (20,8 km nördlich), Centuria (11 km nordöstlich), Balsam Lake (19 km ostnordöstlich), Dresser (6,5 km südlich) und Shafer in Minnesota (10,5 km westlich).
Die nächstgelegenen größeren Städte sind die Twin Cities (Minneapolis und Saint Paul) in Minnesota (80,5 km südwestlich), Duluth am Oberen See in Minnesota (192 km nördlich), Eau Claire (146 km südöstlich) und Rochester in Minnesota (188 km südlich). Wisconsins Hauptstadt Madison liegt 431 km südöstlich.

## Verkehr
Der U.S. Highway 8 verläuft von Minnesota kommend in West-Ost-Richtung durch den Süden der Stadt. Daneben treffen die Wisconsin State Highways 35 und 87 im Zentrum von St. Croix Falls zusammen. Alle weiteren Straßen sind untergeordnete Landstraßen, teils unbefestigte Fahrwege oder innerörtliche Verbindungsstraßen.
In St. Croix Falls befindet sich der südliche Endpunkt des Gandy Dancer State Trail. Dabei handelt es sich um einen als Rail Trail bezeichneten kombinierter Wander- und Fahrradweg auf der Trasse einer stillgelegten Eisenbahnstrecke. Der Name des Wegs geht auf das Slangwort Gandy Dancer zurück, womit ein Eisenbahnarbeiter bezeichnet wurde.
Der nächste Flughafen ist der Minneapolis-Saint Paul International Airport (92,5 km südwestlich).

## Bevölkerung
Nach der Volkszählung im Jahr 2010 lebten in St. Croix Falls 2133 Menschen in 967 Haushalten. Die Bevölkerungsdichte betrug 172,3 Einwohner pro Quadratkilometer. In den 967 Haushalten lebten statistisch je 2,14 Personen. 
Ethnisch betrachtet setzte sich die Bevölkerung zusammen aus 96,7 Prozent Weißen, 0,3 Prozent Afroamerikanern, 0,5 Prozent amerikanischen Ureinwohnern, 0,6 Prozent Asiaten sowie 0,4 Prozent aus anderen ethnischen Gruppen; 1,5 Prozent stammten von zwei oder mehr Ethnien ab. Unabhängig von der ethnischen Zugehörigkeit waren 1,8 Prozent der Bevölkerung spanischer oder lateinamerikanischer Abstammung. 
22,1 Prozent der Bevölkerung waren unter 18 Jahre alt, 56,1 Prozent waren zwischen 18 und 64 und 21,8 Prozent waren 65 Jahre oder älter. 55,1 Prozent der Bevölkerung waren weiblich.
Das mittlere jährliche Einkommen eines Haushalts lag bei 46.500 USD. Das Pro-Kopf-Einkommen betrug 27.216 USD. 8,9 Prozent der Einwohner lebten unterhalb der Armutsgrenze.

## Bekannte Bewohner
- Karl Fink – Filmproduzent, Drehbuchautor und Filmregisseur – geboren in St. Croix Falls
- Dana Gardner – Vogelillustrator – geboren in St. Croix Falls
- Anne McDaniels – Schauspielerin und Model – geboren in St. Croix Falls
- James Breck Perkins – republikanischer Abgeordneter des US-Repräsentantenhauses – geboren in St. Croix Falls